# Диттрих, Джон
Джон Фрэнсис Диттрих (англ. John Francis Dittrich, 7 мая 1933, Шебойган, Висконсин — 5 июля 1995, Уолнат-Крик, Калифорния) — американский футболист, выступавший на позиции гарда в четырёх командах НФЛ.

## Карьера
Джон Диттрих родился в городе Шебойган в штате Висконсин. Он окончил старшую школу в пригороде Милуоки Кадахи. Затем Джон поступил в Висконсинский университет, выступал за его команду, «Висконсин Баджерс», в чемпионате NCAA. В 1956 году газета Chicago Tribune включила Диттриха в студенческую сборную звёзд.
На драфте НФЛ 1956 года Диттрих был выбран клубом «Чикаго Кардиналс» в шестом раунде. В лиге провёл четыре сезона за разные клубы, сыграв в 47 матчах.
Скончался 5 июля 1995 года в Уолнат-Крик в Калифорнии.